# Charles B. Cory
Charles Barney Cory (1857-1921) fue un destacado ornitólogo estadounidense, nacido en Boston.
Especializado en la avifauna caribeña, entre sus obras principales destacan:
- The Birds of Haiti and San Domingo (1885)
- The Birds of the West Indies (1889)
- The Birds of Illinois and Wisconsin (1909)
- Catalogue of the Birds of the Americas, completado póstumamente por Carl Eduard Hellmayr.

## Abreviatura (zoología)
La abreviatura Cory  se emplea para indicar a Charles B. Cory como autoridad en la descripción y taxonomía en zoología.